# 551e division de grenadiers
La 551e division de grenadiers (en allemand : 551. Grenadier-Division ou 551. GD) est une des divisions d'infanterie de l'armée allemande (Wehrmacht) durant la Seconde Guerre mondiale.

## Historique
La 551e division de grenadiers est formée le 11 juillet 1944 comme Sperr-Division 551 sur le Truppenübungsplatz (terrain de manœuvre) de Thorn dans le Wehrkreis XX en tant qu'élément de la 29. Welle (29e vague de mobilisation).
À partir d'août 1944, elle est affectée en Lituanie dans le XXXX. Panzerkorps de la 3. Panzer-Armee au sein de l'Heeresgruppe Mitte.
Elle est renommée 551. Volks-Grenadier-Division le 9 octobre 1944.

## Organisation

### Commandants
| Date                             | Grade           | Commandant        |
| -------------------------------- | --------------- | ----------------- |
| 15 juillet 1944 - 9 octobre 1944 | Generalleutnant | Siegfried Verhein |

## Théâtres d'opérations
- Front de l'Est, secteur Centre : Juillet 1944 - Octobre 1944

## Ordre de bataille
- Grenadier-Regiment 1113
  - I. Bataillon, 1. – 4. Kompanie
  - II. Bataillon, 5 – 8. Kompanie
- Grenadier-Regiment 1114
  - I. Bataillon, 1. – 4. Kompanie
  - II. Bataillon, 5 – 8. Kompanie
- Grenadier-Regiment 1115
  - I. Bataillon, 1. – 4. Kompanie
  - II. Bataillon, 5 – 8. Kompanie
- Artillerie-Regiment 1551
  - I. Abteilung
  - II. Abteilung
  - III. Abteilung
  - IV. Abteilung
- Divisions-Füsilier-Kompanie 551
- Feldersatz-Bataillon.1551
- Pionier Bataillon.1551
- Panzer-Jagd-Abteilung 1551
- Nachrichten-Abteilung 1551
- Infanterie-Divisions-Nachschubführer 1551